# Transwerberacja
Transwerberacja – pojęcie związane z mistyką i stygmatami; 
Mianem transwerberacji określamy przebicie serca, które jest nawiązaniem do rany, która została zadana Chrystusowi na krzyżu. Czasami po zbadaniu po śmierci, jak u św. Filipa Neri, serce nosi fizyczne znamię tej rany.
Święci, którzy doświadczyli transwerberacji to m.in.:

- św. Franciszek z Asyżu,
- św. Teresa od Jezusa,
- św. o. Pio,
- św. Filip Neri,
- św. Katarzyna ze Sieny,
- św. Małgorzata Maria Alacoque,
- św. Gerard Majella,
- św. Józef z Cupertino
- św. Weronika Giuliani,
- św. Franciszek Salezy,
- św. Jane Francise de Chantal
- bł.Maria od Jezusa
- św. Maria od Jezusa Ukrzyżowanego zwana „Małą Arabką”,
- s. B. Ursula Micaela Morata.